# お父さんはお人好し 家に五男七女あり
『お父さんはお人好し 家に五男七女あり』（おとうさんはおひとよし いえにごなんしちじょあり）は、1958年2月18日に公開された日本映画である。製作は宝塚映画製作所、配給は東宝。モノクロ、スタンダード。

## 概要
NHKラジオ第1放送で放送中のラジオドラマ『お父さんはお人好し』の映画版第6作目だが、それまでの5作が大映作品なのに対し、本作からは東宝作品となった。

## スタッフ
- 製作：杉原貞雄、青柳信雄
- 監督：青柳信雄
- 原作：長沖一
- 脚本：新井一
- 音楽：神津善行
- 撮影：西垣六郎
- 照明：牧野秀雄
- 美術：近藤司
- 録音：鴛海晄次
- チーフ助監督：岩城英二
- 製作担当者：沖原俊哉
- スチール：富田忠

## キャスト
- 藤本阿茶太郎：花菱アチャコ
- 藤本おちえ（妻）：浪花千栄子
- 藤本京子（長女）：香月京子
- 杉山健作（京子の夫）：森川金太郎
- 藤本乙子（次女）：上田節子
- 岩野為雄（乙子の夫）：川上賢二
- 藤本米太郎（長男）：小原新二
- 藤本正代（米太郎の妻）：森明子
- 藤本清二（次男）：早川恭二
- 藤本スミ子（清二の妻）：菊地司乃
- 藤本熱子（三女）：木沢佳子
- 石崎（熱子の夫）：牧野児郎
- 藤本豊子（四女）：環三千世
- 富岡（豊子の夫）：太刀川洋一
- 藤本浜三（三男）：山田彰
- 藤本静子（五女）：夏亜矢子
- 藤本沼吉（四男）：頭師正明
- 藤本横之助（五男）：鳥貝隆史
- 藤本品子（六女）：二木むつみ
- 藤本新子（七女）：竹野まり
- 岡野（オカチン）：石田茂樹
- 手塚社長（眉子の父）：柳家金語楼
- 手塚夫人：藤間紫
- 手塚眉子：安西郷子
- 眉子の友人：ウイリー沖山
- 田村社長：丘寵児
- 田村夫人：二條宮子
- 村田（眉子の女友達）：楠川太英子

## 同時上映
- 『母三人』 - 監督：久松静児、主演：山田五十鈴